# Gwak Dong-Han
Gwak Dong-Han (Pohang, 20 de abril de 1992) es un deportista surcoreano que compite en judo.
Participó en dos Juegos Olímpicos de Verano en los años 2016 y 2020, obteniendo una medalla de bronce en Río de Janeiro 2016 en la categoría de –90 kg. En los Juegos Asiáticos consiguió dos medallas en los años 2014 y 2018.
Ganó dos medallas en el Campeonato Mundial de Judo en los años 2015 y 2017, y tres medallas en el Campeonato Asiático de Judo entre los años 2013 y 2021.

## Palmarés internacional
| Juegos Olímpicos    | Juegos Olímpicos        | Juegos Olímpicos  | Juegos Olímpicos |
| Año                 | Lugar                   | Medalla           | Categoría        |
| ------------------- | ----------------------- | ----------------- | ---------------- |
| 2016                | Río de Janeiro (Brasil) | Medalla de bronce | –90 kg           |
| Campeonato Mundial  |                         |                   |                  |
| Año                 | Lugar                   | Medalla           | Categoría        |
| 2015                | Astaná (Kazajistán)     | Medalla de oro    | –90 kg           |
| 2017                | Budapest (Hungría)      | Medalla de bronce | –90 kg           |
| Juegos Asiáticos    |                         |                   |                  |
| Año                 | Lugar                   | Medalla           | Categoría        |
| 2014                | Incheon (Corea del Sur) | Medalla de bronce | –90 kg           |
| 2018                | Yakarta (Indonesia)     | Medalla de oro    | –90 kg           |
| Campeonato Asiático |                         |                   |                  |
| Año                 | Lugar                   | Medalla           | Categoría        |
| 2013                | Bangkok (Tailandia)     | Medalla de plata  | –90 kg           |
| 2015                | Kuwait (Kuwait)         | Medalla de oro    | –90 kg           |
| 2021                | Biskek (Kirguistán)     | Medalla de bronce | –90 kg           |